# Sirenia (band)
Sirenia is een Noorse gothicmetalband.

## Geschiedenis
Sirenia werd begin 2001 opgericht nadat Morten Veland zijn band Tristania had moeten verlaten vanwege een meningsverschil over de koers van deze band met andere bandleden. Veland begon een nieuwe band die hij Sirenia noemde. Hij haalde Kristian Gundersen (Elusive, New Breed) bij de band om de zang te verzorgen. Veland componeerde het hele eerste album At Sixes and Sevens zelf en bespeelde ook zelf alle instrumenten, op de viool na die gespeeld werd door Pete Johansen (The Scarr). Voor de vrouwelijke zang kreeg hij hulp van de Franse zangeres Fabienne Gondamin ook kregen ze hulp van een Frans koor en een ander lid van Elusive Jan Kenneth Barkved, die samen met Gundersen delen inzongen.
Het debuutalbum van Sirenia is een mix van veel verschillende stijlen en is moeilijk in te delen in een bepaald genre. De beste omschrijving is nog Gothic metal met invloeden van black metal, deathmetal en klassieke muziek en ging eigenlijk een beetje terug naar de stijl van het eerste album van Tristania: Widow's Weeds.
In augustus 2003 werd het tweede album, An Elixir for Existence opgenomen. In die tijd werd ook Henriette Bordvik als vaste zangeres bij de band gehaald. Het tweede album was anders van klank dan het eerste, hoewel de formule van extreme metal gecombineerd met klassieke stijlen overeind bleef.
Nadat het tweede album uit was verliet Kristian Gundersen (gitaar) de band om zich op zijn eigen project te kunnen concentreren en werd Jonathan Perez (drum) aangenomen als vast lid. Voor de concerten tijdens de tournee werden verschillende sessie spelers gebruikt.
Eind 2004 bracht Sirenia nog de ep Sirenian Shores uit, om zich daarna weer volledig op de concerten te storten. 
Het album Nine Destinies and a Downfall kwam uit in 2007. Dit album werd opgenomen met de zangeres Monika Pedersen, die in 2006 bij de band kwam. Dit album kreeg in de metalwereld veelal slechte recensies. Velen vonden het album veel te popachtig.
In november 2007 verliet zangeres Monika Pedersen de band. Zij werd vervangen door de Spaanse zangeres Ailyn. Met haar werd het album The 13th Floor opgenomen, dat op 23 januari 2009 verscheen.
Op 8 juli 2010 liet Sirenia weten dat ze waren begonnen aan de opnamen van een nieuw album met de titel The Enigma of Life, het tweede album met de Spaanse zangeres Ailyn. Het album kwam op 21 januari 2011 uit. In 2013 volgt 'Perils Of The Deep Blue' en in 2015 'The Seventh Life Path' wat meteen het laatste album is met Ailyn. Op het einde van 2016 verschijnt het album 'Dim Days Of Dolor' en is zangeres Emmanuelle Zoldan aan zet. Zoldan heeft zang gestudeerd in Frankrijk en maakte al enkele jaren deel uit van het Sirenia team als backing zangeres.

## Discografie
Studioalbums
- 2001: At Sixes and Sevens
- 2003: An Elixir for Existence
- 2007: Nine Destinies and a Downfall
- 2009: The 13th Floor
- 2011: The Enigma of Life
- 2013: Perils of the Deep Blue
- 2015: The Seventh Life Path
- 2016: Dim Days Of Dolor
- 2018: Arcane Astral Aeons
- 2021: Riddles, Ruins & Revelations

Singles en ep's
- 2004: Sirenian Shores (ep)
- 2007: My Mind's Eye (single)
- 2008: The Path to Decay (single)
- 2010: The End of It All (single)
- 2013: Seven Widows Weep (single)
- 2015: Once My Light (single)
- 2016: The 12th Hour (single)
- 2016: Dim Days of Dolor (single)
- 2018: Love Like Cyanide (single)
- 2018: Into the Night (single)